# Sock It To Ya
Sock It To Ya è un brano del cantante, cantautore Redfoo, pubblicato nel 2017.

## Video
Il video ufficiale brano è stato rilasciato su YouTube il 3 Luglio 2017. Il video supporta ha una risoluzione massima di 2160p (Super HD).